# László Ladányi
László Ladányi, ook wel László Ladány of Ladislao La Dany, Chinees: Lao Dayi 劳达义, 劳达一 (Diósgyőr, 14 januari 1914 - Hongkong, 23 september 1990) was een Hongaars-Joodse jezuïet en scherpzinnig Chinakenner die als een van de eersten berichtte over de gruwelen van Mao Zedong's bewind. Decennialang schreef hij analyses voor China News Analysis, een zelf opgericht tijdschrift.

## Biografie

### Jeugd en studie
Ladányi werd geboren in Diósgyőr, een stadje dat sinds 1945 deel uitmaakt van Miskolc. Zijn vader was huisarts. Zijn grootvader had de familienaam laten veranderen van Hoffenreich naar het Hongaarse Ladányi. Zijn ouders waren zes jaar voor zijn geboorte katholiek geworden. Ladányi was een man met een solide en diverse academische achtergrond. In Boedapest studeerde hij rechten aan de Hongaarse Koninklijke Péter Pázmány-Universiteit en van 1932-1935 tevens viool aan de Franz Liszt Muziekacademie, onder andere bij Béla Bartók. Hij studeerde af in kerkrecht en burgerlijk recht en trad op 30 juli 1936 toe tot de Sociëteit van Jezus. De kersverse jezuïet ging eerst nog filosofie studeren. Daarna stuurde zijn orde hem via de Trans-Siberische spoorlijn naar China (provincie Macau-Hong Kong), met als doel dat hij niet door de nazi's kon worden opgepakt en hij zich zou voorbereiden op missiewerk in de regio Daming.
Hij leerde twee jaar Chinees in Beijing (Chabanel Hall) en ging dan theologie volgen te Sjanghai (1943-1947). Daar werd hij op 8 juni 1946 tot priester gewijd. Onder druk van de "volksrechtbanken" week hij uit naar Tianjin. Hij doceerde er aan het Institut des Hautes Etudes Industrielles et Commerciales. Na de communistische machtsovername in 1949 verliet hij de volksrepubliek. Na een kort intermezzo als muziekdocent aan de Katholieke Universiteit Fu Jen in Taiwan, trok hij naar de Universiteit van Hong Kong, waar hij leefde in Ricci Hall.

### Journalistiek
In Hong Kong schreef Ladányi aanvankelijk voor de China Missionary Bulletin als "Fr. A. Road". In 1953 begon Ladányi, op verzoek van de overste van de katholieke missie in China, een eigen nieuwsbrief, volledig gebaseerd op Chinese bronnen: China News Analysis. Elke week pende hij in zeven pagina's neer hetgeen hij vernomen had uit de Chinese pers en radio en voorzag dat van commentaar. Via de krachtige radio-ontvangers in zijn kamertje konden Ladányi en zijn naaste medewerkers de klok rond luisteren.
Hij ontpopte zich tot een van de meest betrouwbare en kritische stemmen over de volksrepubliek. Ladányi baseerde zijn gevolgtrekkingen voornamelijk op officiële documenten. Volgens Pierre Ryckmans had hij een speciaal oog om pertinente zaken af te leiden uit ellenlange propaganda.
Velen deden hem af als een fanatieke anti-communist, maar later werd hij geëerd als "de meest exacte en consistent correcte waarnemer" van Chinese politiek. Al op 10 augustus 1962 had hij het aantal slachtoffers van de Grote Sprong Voorwaarts geraamd op 50 miljoen, louter op basis van gesprekken met vluchtelingen en brieven van zijn contactpersonen. Lange tijd werd het cijfer weggehoond, maar in recente evaluaties wordt het nagenoeg bevestigd.
Fellow-travelers van het maoïsme hadden een hekel aan Pater Ladányi. Simone de Beauvoir noemde hem een "fanatieke, van haat vervulde anti-communist".
Naast zijn Hongaarse moedertaal sprak Ladányi vloeiend Engels, Frans, Duits en Mandarijn. Hij stierf in 1990 en werd begraven op de Rooms-katholieke begraafplaats van Hong Kong.

## Publicaties
Ladányi was van 1953 tot 1982 de enige redacteur van China News Analysis. Daarna verliet hij zijn geesteskind om een drietal boeken te schrijven (waarvan er één postuum werd bezorgd door Marie-Louise Näth).

### Artikels in periodieken
- China News Analysis (1248 afleveringen van 1953 tot 1982)
- Hai Nei Hai Wai (maandblad, 1969)
- Letters From Asia (1973)

### Boeken
- The Catholic Church in China (1987)
- The Communist Party of China and Marxism 1912-85: A Self Portrait (1988)
- Law and Legality in China. The testament of a China-watcher (1992)